# Ротердамска конвенција
Ротердамска конвенција (формално, Ротердамска конвенција о поступку давања сагласности на основу претходног обавештења за одређене опасне хемикалије и пестициде у међународној трговини) је мултилатерални уговор за промовисање заједничке одговорности у вези са увозом опасних хемикалија. Конвенција промовише отворену размену информација и позива извознике опасних хемикалија да користе одговарајуће обележавање, укључују упутства о безбедном руковању, и обавештавања купаца о свим познатим ограничењима или забранама. Земље потписнице могу одлучити да ли ће дозволити или забранити увоз хемикалија наведених у уговору, а земље извознице су у обавези да се постарају да се произвођачи придржавају њихове надлежности.
2012. године, секретаријати Базелске и Стокхолмске конвенције, као и део Секретаријата Ротердамске конвенције Програма Уједињених нација за животну средину (УНЕП), спојили су се у један Секретаријат са матричном структуром која служи за три конвенције.
Девети састанак Ротердамске конференције одржан је од 29. априла до 10. маја 2019. године у Женеви, у Швајцарској.

## Супстанце обухваћене Конвенцијом
- 2,4,5-Трихлорофеноксисирћетна киселина и њене соли и естри
- Алахлор
- Алдикарб
- Алдрин
- Азбест – само актинолит, антофилит, амозит, крокидолит и тремолит
- Беномил (одређене формулације)
- Бинапакрил
- Каптафол
- Карбофуран (одређене формулације)
- Хлордан
- Хлордимеформ
- Хлоробензилат
- ДДТ
- Диелдрин
- Динитро-орто-крезол и његове соли
- Диносеб и његове соли и естри
- 1,2-Дибромоетан
- Ендосулфан
- Етилен дихлорид
- Етилен оксид
- Флуороацетамид
- Хексахлорциклохексан (мешовити изомери)
- Хептахлор
- Хексахлоробензен
- Линдан
- Једињења живе укључујући неорганска и органометална једињења живе
- Метамидофос (одређене формулације)
- Метил паратион (одређене формулације)
- Монокротофос
- Паратион
- Пентахлорофенол и његове соли и естри
- Фосфамидон (одређене формулације)
- Полибромовани бифенили
- Полихлоровани бифенили
- Полихлоровани терфенили
- Тетраетилолово
- Тетраметилолово
- Тирам (одређене формулације)
- Токсафен
- Једињења трибутилкалаја
- Трис (2,3-дибромопропил) фосфат[3]

## Супстанце предложене за додатак Конвенцији
Комитет за ревизију хемикалија Ротердамске конвенције одлучио је да препоручи седмој Конференцији страна која се састала 2015. године да размотри навођење следећих хемикалија у Анексу III конвенције:
- Кризотилни азбест (дискусија одложена са претходног састанка Конференције страна).
- Фентион (формулације ултра мале запремине  са или изнад 640 г активног састојка/л)
- Течне формулације (концентрат који се може емулговати и растворљиви концентрат) које садрже паракват дихлорид на или изнад 276 г/л, што одговара паракват јону на или изнад 200 г/л
- Метрифонат

## Државе чланице
Од октобра 2018. године, конвенција има 161 чланицу, односно страну уговорницу, што укључује 158 држава чланица УН, Кукова острва, Државу Палестину и Европску унију. Државе које нису чланице укључују Сједињене Државе.

## Дискусија о хризотилном азбесту
На састанку Ротердамске конвенције 2011. у Женеви, канадска делегација је многе изненадила одбијањем да дозволи додавање хризотил-азбестних влакана у Ротердамску конвенцију. У блиској будућности у ЕУ су заказани разговори на којима ће се оценити став Канаде и одлучити о могућности казненог поступка.
У наставку приговора, Канада је једина земља Г8 која се противи уврштавању на листу. Киргистан, Казахстан и Украјина такође су се успротивили. Вијетнам је такође уложио приговор, али је пропустио накнадни састанак о том питању. Заузимајући свој став, канадска влада је била у супротности са Индијом, која је повукла свој дугогодишњи приговор на додавање хризотила на листу непосредно пре конференције 2011. године. (Индија је касније преокренула ову позицију 2013.)
Бројне невладине организације јавно су критиковале одлуку Канаде да блокира овај додатак.
У септембру 2012, канадски министар индустрије Кристијан Парадис најавио је да се канадска влада више неће противити укључивању хризотила у конвенцију.
Осам највећих земаља произвођача и извозница хризотила успротивило се таквом потезу на Ротердамској конференцији страна 2015. године: Русија, Казахстан, Индија, Киргистан, Пакистан, Куба и Зимбабве.